# أنقليس بولينيزي
أنقليس بولينيزي (الاسم العلمي: Anguilla megastoma) (بالإنجليزية: Polynesian longfinned eel)‏ هو نوع من الأسماك يتبع جنس الأنقليس من الفصيلة الأنقليسية.